# Département de Telsen
Le département de Telsen est une des 15 subdivisions de la province de Chubut, en Argentine. Son chef-lieu est la ville de Telsen.
Le département a une superficie de 19 893 km2. Sa population était de 1 788 habitants, selon le recensement de 2001 (source : INDEC).

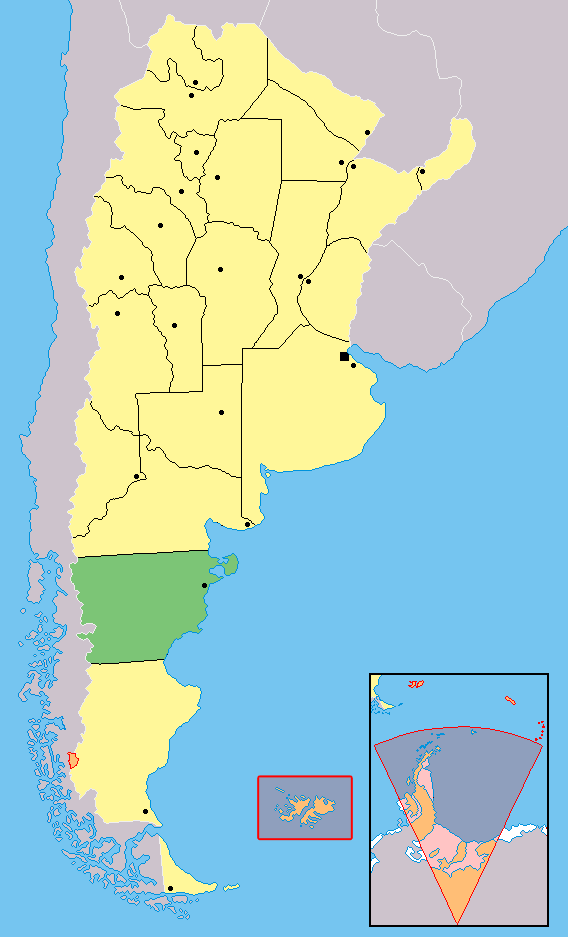
Localisation de la province de Chubut.

## Localités
- Telsen, chef-lieu
- Talagapa
- Gan Gan